# Roma Open II 2005
Il Roma Open II 2005, noto anche come Sir Supermercati Open, è stato un torneo di tennis facente parte della categoria ATP Challenger Series nell'ambito dell'ATP Challenger Series 2005. Il torneo si è giocato a Roma dal 3 al 9 ottobre 2005 sui campi in terra rossa del G2.

## Vincitori

### Singolare
Juan Antonio Marín ha battuto in finale  Albert Montañés con il punteggio di 6–2, 7–6(6)

### Doppio
Konstantinos Economidis /  Vasilīs Mazarakīs hanno battuto in finale  Flavio Cipolla /  Alessandro Motti con il punteggio di 6–4, 7–6(4)